# Profissão: Repórter
Profissão: Repórter(em italiano: Professione: reporter; em espanhol: El reportero; em francês: Profession: reporter; conhecido também pelo título internacional em inglês: The Passenger)  é um filme italiano, espanhol e francês (falado em inglês) de 1975, dos gêneros drama e suspense, dirigido por Michelangelo Antonioni.
Produção da melhor fase do premiado diretor, cujas características são os poucos diálogos e a magnifica fotografia (realização do colaborador Luciano Tovoli). Os críticos chamam atenção em especial para a penúltima cena, uma longa tomada de sete minutos do ponto de vista da janela do quarto de um hotel, na qual a narrativa dramática é feita a partir de ações vistas à distância, acompanhadas de sons misturados.

## Sinopse
David Locke, um jornalista televisivo, está no deserto africano preparando um documentário sobre as guerrilhas da região. Depois de ser abandonado pelo seu guia e ter seu veículo Land Rover Defender atolado na areia, ele entra em crise, se vendo cansado do trabalho, do casamento e da vida. Ele consegue voltar ao hotel e procura pelo inglês estranho Robertson, um hóspede que lhe contara um pouco da vida dele, fascinando David ao se mostrar como um viajante despreocupado.
Quando entra no quarto, David encontra Robertson, morto na cama (enfarto). O homem possui uma grande semelhança física com David, que então tem uma ideia: resolve trocar de identidade com o morto (muda a foto do passaporte) e passa a seguir a agenda que encontrou com ele, indo aos vários locais anotados.
Ao ir a uma caixa de um armário em Munique, David encontra papéis sobre vendas de armas. Depois é procurado por homens da guerrilha africana, que esperavam por Robertson para realizar o negócio. David então descobre que Robertson era contrabandista de armas. Ao mesmo tempo, a esposa de David e seus colegas de trabalho, começam a procurar por "Robertson" (na verdade David), pois queriam saber mais da morte do jornalista.
David então começa a fugir deles e recorre a uma jovem turista inglesa, que aceita ajudá-lo a escapar de seus conhecidos.

## Elenco principal

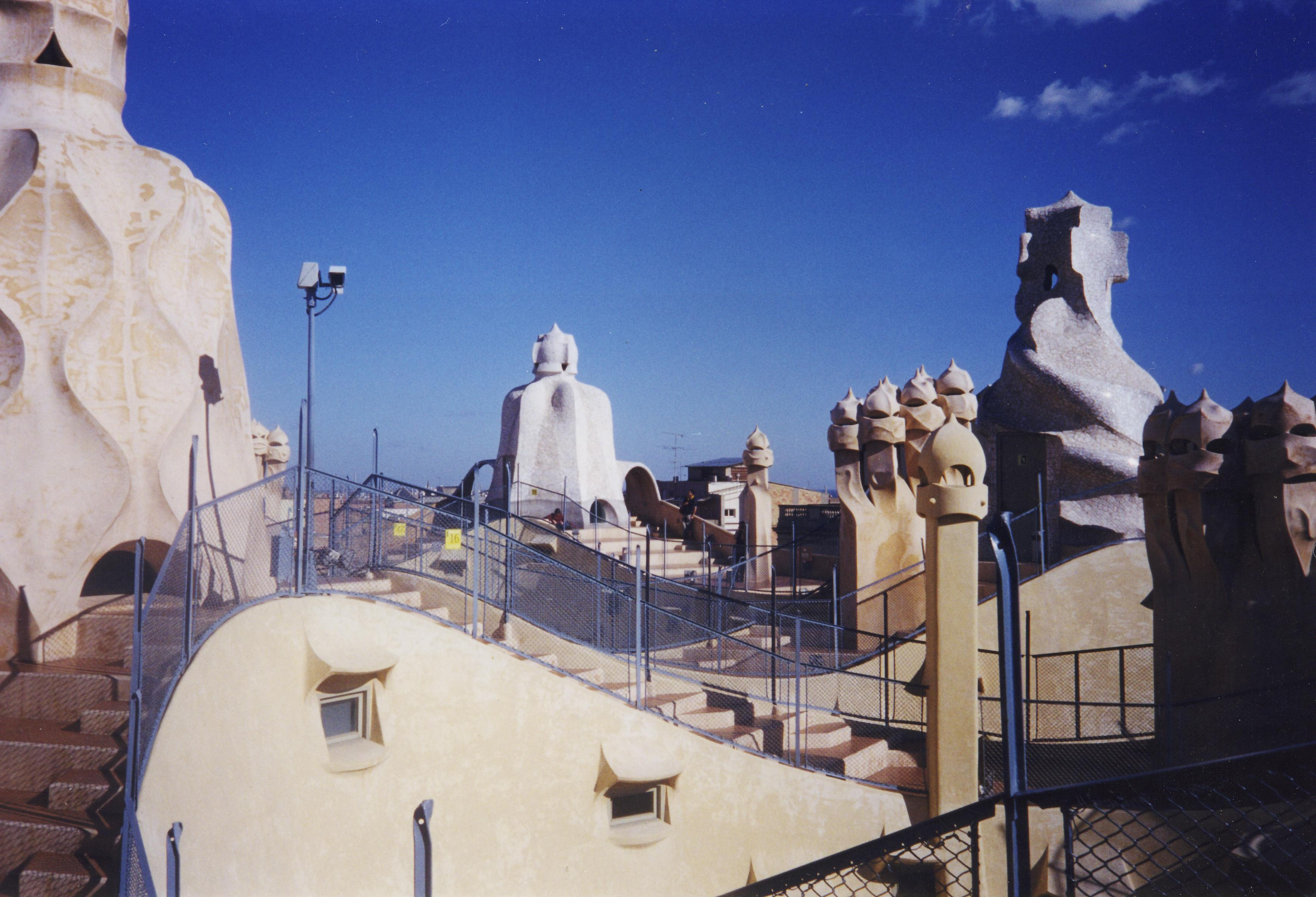
Telhado de la Pedrera, uma das locações do filme em Barcelona

| David Locke   | Jack Nicholson  |
| Moça turista  | Maria Schneider |
| Rachel Locke  | Jenny Runacre   |
| Martin Knight | Ian Hendry      |
| Stephen       | Steven Berkoff  |
| Achebe        | Ambroise Bia    |
| Robertson     | Chuck Mulvehill |